# Jacopo Sansovino

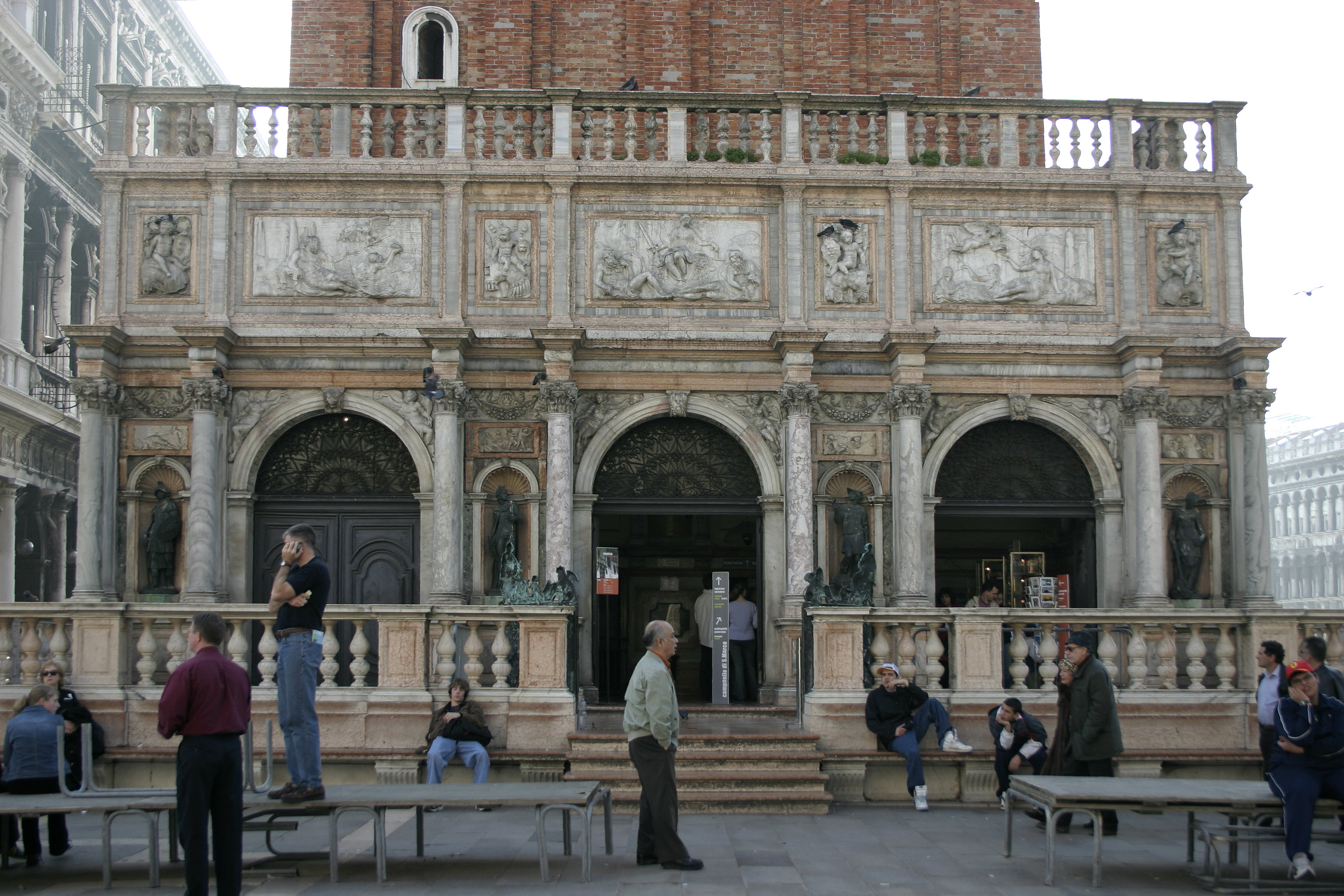
Loggetta w Wenecji

Jacopo Sansovino (ur. 2 lipca 1486 we Florencji, zm. 27 listopada 1570 w Wenecji) – włoski rzeźbiarz i architekt doby manieryzmu.

## Życiorys
Początkowo terminował u rzeźbiarza Andrei Sansovina (stąd jego nazwisko). W 1505/1506 wraz z Giulianem da Sangallo udał się do Rzymu, gdzie prawdopodobnie poznał Donata Bramantego, który właśnie w tym czasie na zlecenie Juliusza II rozpoczynał realizację projektu przebudowy bazyliki św. Piotra w Rzymie. Bramante wywarł duży wpływ na twórczość Sansovina. Po 1506 przez 20 lat pracował głównie we Florencji i w Rzymie. W 1527, po wybuchu Sacco di Roma, Sansovino zbiegł do Wenecji, gdzie przebywał do końca życia. W 1529 został mianowany głównym architektem Wenecji, funkcję tę sprawował ok. 40 lat. W dziełach architektonicznych i rzeźbiarskich Jacopo Sansovina są widoczne silne wpływy Michała Anioła.

## Dzieła

### Architektura
- Biblioteca Marciana w Wenecji (pocz. bud. 1537)
- Mennica La Zecca w Wenecji (pocz. bud. 1537)
- Loggetta w Wenecji (pocz. bud. 1537)
- Palazzo Corner w Wenecji (pocz. bud. 1537 lub 1545)

### Rzeźba
- Mars i Neptun w Pałacu Dożów w Wenecji (czas powst. ostatnie lata działalności Sansovina)
- Alegoria Zbawienia w bazylice św. Marka (1546/1565) – płaskorzeźba
- Bachus w Muzeum Narodowym w Bargello we Florencji (1511/1518)
- Nagrobek Antonio Orso i kardynała Giovaniego Michela w Rzymie